# Campionats del món de ciclisme urbà – Trial masculí, 20 polzades
El Trial masculí amb roda de 20 polzades és una de les disciplines que integren els Campionats del món de ciclisme urbà organitzats anualment per l'UCI. S'ha vingut celebrant d'ençà dels campionats de 1992, coincidint amb la fundació de la BIU i la creació per part d'aquesta del Campionat del Món de biketrial.
Del 2000 al 2016 van formar part dels Campionats del món de ciclisme de muntanya i trial. El 2017 van ser una de les proves que van formar, el creat de nou, Campionat del món de ciclisme urbà.
A 1 de gener de 2018.

## Palmarès Elit
| Edició | Any  | Lloc                | Or                | Argent               | Bronze                 |
| I      | 1992 | Lorca               | Alfonso Méndez    | Marc Terricabres     | Javier Calleja         |
| II     | 1993 | Val d'Isère         | Joël Gavillet     | Stefan Schlie        | Alfonso Méndez         |
| III    | 1994 | Zafra               | Jesús Hurtado     | Alfonso Méndez       | Stephan Schlie         |
| IV     | 1995 | Grossheubach        | Jesús Hurtado     | Christopher Noelle   | Gerd Merkel            |
| V      | 1996 | Zuoz                | Elias Bonet       | Alfonso Méndez       | Marc Verdaguer         |
| VI     | 1997 | Avoriaz             | Michael Mesick    | Alfonso Méndez       | Dani Cegarra           |
| VII    | 1998 | Cartagena           | Juan Pedro García | Dani Cegarra         | Juan Antonio Linares   |
| VIII   | 1999 | Avoriaz             | Marco Hösel       | Juan Antonio Linares | Milosz Grajewski       |
| IX     | 2000 | Sierra Nevada       | Dani Comas        | Marco Hösel          | Juan Antonio Linares   |
| X      | 2001 | Vail                | Rafal Kumorowski  | Marco Hösel          | Benito Ros             |
| XI     | 2002 | Kaprun              | Marco Hösel       | Juan Antonio Linares | Peter Barták           |
| XII    | 2003 | Lugano              | Benito Ros        | Marco Hösel          | Vincent Hermance       |
| XIII   | 2004 | Les Gets            | Benito Ros        | Marco Hösel          | Rafal Kumorowski       |
| XIV    | 2005 | Livigno             | Benito Ros        | Marco Hösel          | Juan Daniel de la Peña |
| XV     | 2006 | Rotorua             | Marco Hösel       | Carles Díaz          | Benito Ros             |
| XVI    | 2007 | Fort William        | Benito Ros        | Carles Díaz          | Dani Comas             |
| XVII   | 2008 | Val di Sole         | Benito Ros        | Rafal Kumorowski     | Sebastian Hoffmann     |
| XVIII  | 2009 | Canberra            | Benito Ros        | Rafal Kumorowski     | Loris Braun            |
| XIX    | 2010 | Mont Sainte-Anne    | Benito Ros        | Abel Mustieles       | Rick Koekoek           |
| XX     | 2011 | Champéry            | Benito Ros        | Abel Mustieles       | Gilles Coustellier     |
| XXI    | 2012 | Leogang-Saalfelden  | Benito Ros        | Abel Mustieles       | Vincent Hermance       |
| XXII   | 2013 | Pietermaritzburg    | Abel Mustieles    | Aurélien Fontenoy    | Benito Ros             |
| XXIII  | 2014 | Lillehammer-Hafjell | Benito Ros        | Abel Mustieles       | Raphael Pils           |
| XXIV   | 2015 | Vallnord            | Abel Mustieles    | Lucien Leiser        | Benito Ros             |
| XXV    | 2016 | Val di Sole         | Abel Mustieles    | Benito Ros           | Ion Areitio            |
| XXVI   | 2017 | Chengdu             | Abel Mustieles    | Dominik Oswald       | Ion Areitio            |

## Resum estadístic

### Campions múltiples
| Pilot          | Medalles d'or |
| -------------- | ------------- |
| Benito Ros     | 10            |
| Abel Mustieles | 4             |
| Marco Hösel    | 3             |
| Jesús Hurtado  | 2             |

## Palmarès Júnior
| Edició | Any  | Lloc                | Or                   | Argent             | Bronze              |
| I      | 1992 | Lorca               | Gabriel Villada      | Pere Esteve        | Juan Manuel Moreno  |
| II     | 1993 | Val d'Isère         | Jesús Hurtado        | Mikel Iñorbe       | Dani Parramon       |
| III    | 1994 | Zafra               | Elias Bonet          | Iñigo Calleja      | Dani Parramon       |
| IV     | 1995 | Grossheubach        | Daniel Cegarra       | Dave Rollier       | Juan Franco Sánchez |
| V      | 1996 | Zuoz                | Marc Vinco           | Christian Weber    | Juan Pedro García   |
| VI     | 1997 | Avoriaz             | Christian Weber      | Marco Hösel        | Gilles Borel        |
| VII    | 1998 | Cartagena           | Marco Hösel          | Rafal Kumorowski   | Benito Ros Charral  |
| VIII   | 1999 | Avoriaz             | Marc-Amory Buteneers | Kenny Belaey       | Rafal Kumorowski    |
| IX     | 2000 | Sierra Nevada       | Kenny Belaey         | Simon Billmaier    | Michael Hampel      |
| X      | 2001 | Vail                | Kenny Belaey         | Simon Billmaier    | Stefan Moor         |
| XI     | 2002 | Kaprun              | Gilles Coustellier   | Diego Barrio Roa   | Giacomo Coustellier |
| XII    | 2003 | Lugano              | Diego Barrio Roa     | Gilles Coustellier | Morgan Remy         |
| XIII   | 2004 | Les Gets            | James Hyland         | Ben Savage         | Felix Heller        |
| XIV    | 2005 | Livigno             | Ben Slinger          | Marco Thomä        | Karol Serwin        |
| XV     | 2006 | Rotorua             | Marco Thomä          | Aurélien Fontenoy  | Matthias Mrohs      |
| XVI    | 2007 | Fort William        | Aurélien Fontenoy    | Eduard Planas      | Kévin Aglae         |
| XVII   | 2008 | Val di Sole         | Abel Mustieles       | Loris Braun        | James Barton        |
| XVIII  | 2009 | Canberra            | Abel Mustieles       | Ion Areitio        | Roderique Timellini |
| XIX    | 2010 | Mont Sainte-Anne    | Ion Areitio          | Raphael Pils       | Marius Merger       |
| XX     | 2011 | Champéry            | Raphael Pils         | Marius Merger      | David Hoffmann      |
| XXI    | 2012 | Leogang-Saalfelden  | Raphael Pils         | Maxime Muffat      | Lucien Leiser       |
| XXII   | 2013 | Pietermaritzburg    | Bernat Seuba         | Thomas Pechhacker  | Alex Rudeau         |
| XXIII  | 2014 | Lillehammer-Hafjell | Dominik Oswald       | Oriol Roca         | Alex Rudeau         |
| XXIV   | 2015 | Vallnord            | Dominik Oswald       | Sebastián Ruiz     | Johan Buchwalder    |
| XXV    | 2016 | Val di Sole         | Eloi Palau           | Nicolas Vallée     | Samuel Hlavaty      |
| XXVI   | 2017 | Chengdu             | Alejandro Montalvo   | Louis Grillon      | Domènec Lladó       |